# Schweizer Meisterschaften in der Nordischen Kombination 2004

Logo des Schweizer Skiverbandes

Die Schweizer Meisterschaften in der Nordischen Kombination 2004 fanden am 10. Juli 2004 im deutschen Hinterzarten statt. Die Meisterschaften wurden im Einzel von der Normalschanze sowie über 10 km Inliner ausgerichtet. Ausrichter war der Schweizer Skiverband Swiss-Ski.

## Ergebnis
| Platz | Sportler            |
| ----- | ------------------- |
| 1     | Ivan Rieder         |
| 2     | Ronny Heer          |
| 3     | Andreas Küttel      |
| 4     | Lucas Vonlanthen    |
| 5     | Andy Hartmann       |
| 6     | Andreas Hurschler   |
| 7     | Jan Schmid          |
| 8     | Pascal Meinherz     |
| 9     | Guido Landert       |
| 10    | Michael Hollenstein |